# معركة بكين - تيانجين
معركة بيبينج – تيانجين، والمعروفة أيضًا باسم معركة بيبينج، معركة بكين، عملية تينتسين-بكين، وتسمى من قبل اليابانيين باسم حادثة شمال الصين (North China Incident (北支事変 Hokushi jihen)) (25- 31 تموز عام 1937) كانت سلسلة من المعارك في الحرب الصينية اليابانية الثانية على مقربة من بيبينج سابقا (بكين الآن) وتيانجين. نتج عنها انتصار الجيش الإمبراطوري الياباني على جيش الجمهورية الصينية.

## خلفية
خلال حادثة جسر ماركو بولو في 8 تموز 1937، هاجم جيش حامية الصين اليابانية مدينة وانبينغ المسورة (宛平 鎮) بعد انقضاء المهلة المحددة للسماح لقواتها بالبحث عن جندي يُزعم أنه مفقود. كان في حصن وانبينغ خط السكك الحديدية الرئيسي غرب بيبينج وكان ذا أهمية إستراتيجية كبيرة. قبل تموز 1937، طالبت القوات اليابانية مرارًا وتكرارًا بانسحاب القوات الصينية المتمركزة في هذا المكان.
أمر الجنرال الصيني سونغ زهيوان قواته بالاحتفاظ بمواقعها وحاول تجنب الحرب من خلال الدبلوماسية.
في 9 تموز، عرض اليابانيون وقف إطلاق النار والهدنة، وكان أحد شروط ذلك هو استبدال الفرقة 37 الصينية التي ثبت أنها «معادية» لليابان، بفرقة أخرى من جيش الطريق التاسع والعشرين الصيني. تم الاتفاق على هذا الشرط من قبل الصينيين في نفس اليوم. ومع ذلك، ابتداء من منتصف ليل 9 تموز، بدأت الانتهاكات اليابانية لوقف إطلاق النار في الازدياد واستمرت التعزيزات اليابانية في الوصول. أصيب الجنرال كانيشيرو تاشيرو، قائد جيش حامية الصين اليابانية، بالمرض وتوفي في 12 تموز وحل محله الفريق كيوشي كاتسوكي.
أخطر الجنرال المسلم ما بوفانج من جماعة ما، الحكومة الصينية بأنه مستعد لقيادة جيشه في معركة ضد اليابانيين عندما بدأوا الهجوم على بيبينج. مباشرة بعد حادثة جسر ماركو بولو، رتب ما بوفانج فرقة سلاح الفرسان بقيادة الجنرال المسلم ما بياو ليتم إرسالها شرقًا لمحاربة اليابانيين. شكّل مسلمو سالار من العرق التركي غالبية فرقة الفرسان الأولى التي أرسلها ما بوفانج.

## أحداث المعركة

### المناورات الدبلوماسية

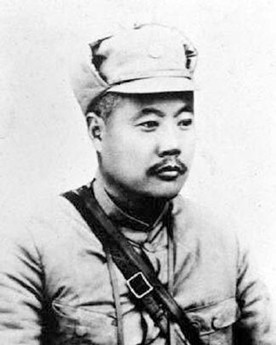
الجنرال سونغ تشيوان

عقدت الحكومة المدنية اليابانية برئاسة رئيس الوزراء كونوي في طوكيو اجتماعًا استثنائيًا لمجلس الوزراء في 8 تموز، وقررت محاولة نزع فتيل الأعمال العدائية وتسوية القضية دبلوماسيًا. ومع ذلك، أذنت هيئة الأركان العامة للجيش الإمبراطوري الياباني بنشر فرقة مشاة من الجيش الياباني الكوري، ولواءين مشتركين مستقلين من جيش كوانتونغ وفوج جوي كتعزيزات. تم إلغاء هذا الانتشار في 11 تموز بسبب أنباء عن إجراء مفاوضات من قبل قائد جيش منطقة شمال الصين الياباني وجيش الطريق التاسع والعشرون الصيني في الموقع، ومع الدبلوماسيين اليابانيين في العاصمة الصينية نانجينغ.
ومع ذلك، حتى بعد أن ورد أن الجنرال سونغ تشيوان، قائد الجيش التاسع والعشرين ورئيس المجلس السياسي في هيبي-شاهار، قد توصل إلى شروط في 18 تموز، دفع الجيش الياباني باصرار في نشر التعزيزات بحجة عدم الإخلاص من جانب الحكومة المركزية الصينية. عارض الجنرال كانجي إيشيهارا هذه التعبئة بشدة على أساس أن التصعيد غير الضروري في الصراع مع الصين، وهذا ما كان يهدد موقف اليابان في مانشوكو في مواجهة الاتحاد السوفيتي.
بناءً على طلب إيشيهارا، تم تأخير النشر بينما استخدم كونوي اتصالاته الشخصية مع المعارف اليابانيين لسون يات سين في محاولة لإقامة تسوية دبلوماسية مباشرة مع حكومة الكومينتانغ المركزية في نانجينغ. فشلت هذه الدبلوماسية السرية عندما احتجزت عناصر داخل الجيش الياباني مبعوث كونوي في 23 تموز، واستؤنفت تعبئة التعزيزات في 29 من ذات الشهر.
بعد أسبوع، أفاد قائد جيش منطقة شمال الصين الياباني أنه بعد أن استنفد كل وسائل التسوية السلمية، قرر استخدام القوة لـ «تأديب» جيش الطريق التاسع والعشرين الصيني وطلب الموافقة من طوكيو. في غضون ذلك، صدرت أوامر تعبئة لأربع فرق مشاة أخرى.

### معارك لانغ فانغ
على الرغم من الهدنة الاسمية، استمرت الانتهاكات العديدة لوقف إطلاق النار، بما في ذلك قصف المدفعية اليابانية على وانبينغ.
بحلول 25 تموز، وصلت الفرقة 20 من الجيش الإمبراطوري الياباني وعاد القتال أولاً في لانغ فانغ، وهي مدينة تقع على خط السكة الحديد بين بيبنغ وتيانجن، بين سرايا وفرق من القوات اليابانية والصينية. ووقع اشتباك ثان في 26 تموز، عندما حاول لواء ياباني شق طريقه عبر بوابة غوانغهوامن في بيبينغ تحت غطاء «حماية المواطنين اليابانيين». في نفس اليوم قصفت الطائرات اليابانية لانغ فانغ.
أصدر اليابانيون بعدها إنذارًا للجنرال سونغ يطالبون فيه بانسحاب جميع القوات الصينية من ضواحي بيبينغ إلى الغرب من نهر يونغدينغ في غضون 24 ساعة فرفض سونغ، وأمر وحداته بالاستعداد للإشتباك، وطلب تعزيزات كبيرة من الحكومة المركزية، وجاء الرد بالرفض وعدم القدرة على تلبيه مطالبه.
في 27 تموز، عندما فرض اليابانيون حصارًا على القوات الصينية في تونغتشو، انهارت كتيبة صينية واحدة وسقطت بالقرب من بكين، كما قصفت الطائرات اليابانية القوات الصينية خارج بيبينغ واستطلعت الطائرات أيضا مدن وبلدات كايفنغ وتشنغتشو ولويانغ.
في 28 تموز، شنت الفرقة 20 من الجيش الإمبراطوري وثلاثة ألوية مشتركة مستقلة هجومًا ضد بيبينغ، مدعومة بحماية جوية مستمرة. كان الهجوم الرئيسي ضد نانيوان بالقرب من بكين وهجوم ثانوي على بايوان. تلا ذلك قتال مرير وعنيف حيث قُتل كل من الجنرال تونغ لينج نائب قائد جيش الطريق التاسع والعشرين الصيني والجنرال تشاو دينغيو قائد الفرقة 132 الصينية، وتكبدت وحداتهم خسائر فادحة. ومع ذلك، قام لواء من الفرقة 38 الصينية بقيادة الجنرال ليو تشين سان بدفع اليابانيين في منطقة لانغ فانغ للتراجع بينما استعاد لواء من الفيلق الصيني 53 وجزء من الفرقة 37 الصينية محطة السكة الحديد في فنغتاى.
كانت هذه المعارك مجرد فترة مؤقتة لتأجيل الهزيمة المتوقعة للقوات الصينية، وبحلول الليل، اعترف الجنرال سونغ بأن القتال الإضافي كان غير مجدٍ وسحب القوة الرئيسية لجيش الطريق التاسع والعشرين الصيني جنوب نهر يونغجينغ. تُرك الجنرال تشانغ تسى تشونغ المسؤول عن مدينة تيانجين في بيبينغ لتولي الشؤون السياسية في مقاطعتي هيبي وشاهار بدون أي قوات تقريبًا، أما اللواء 29 الجديد المنفصل التابع للجنرال ليو روزينفقد ترك في بيبينغ للحفاظ على النظام العام.

### حادثة تونغشو
في 29 تموز، تمردت قوات جيش شرق هوباي الياباني المتعاون ضد اليابانيين في تونغشو، مما أسفر عن مقتل معظم مستشاريهم اليابانيين وغيرهم من المدنيين، بما في ذلك النساء والأطفال.

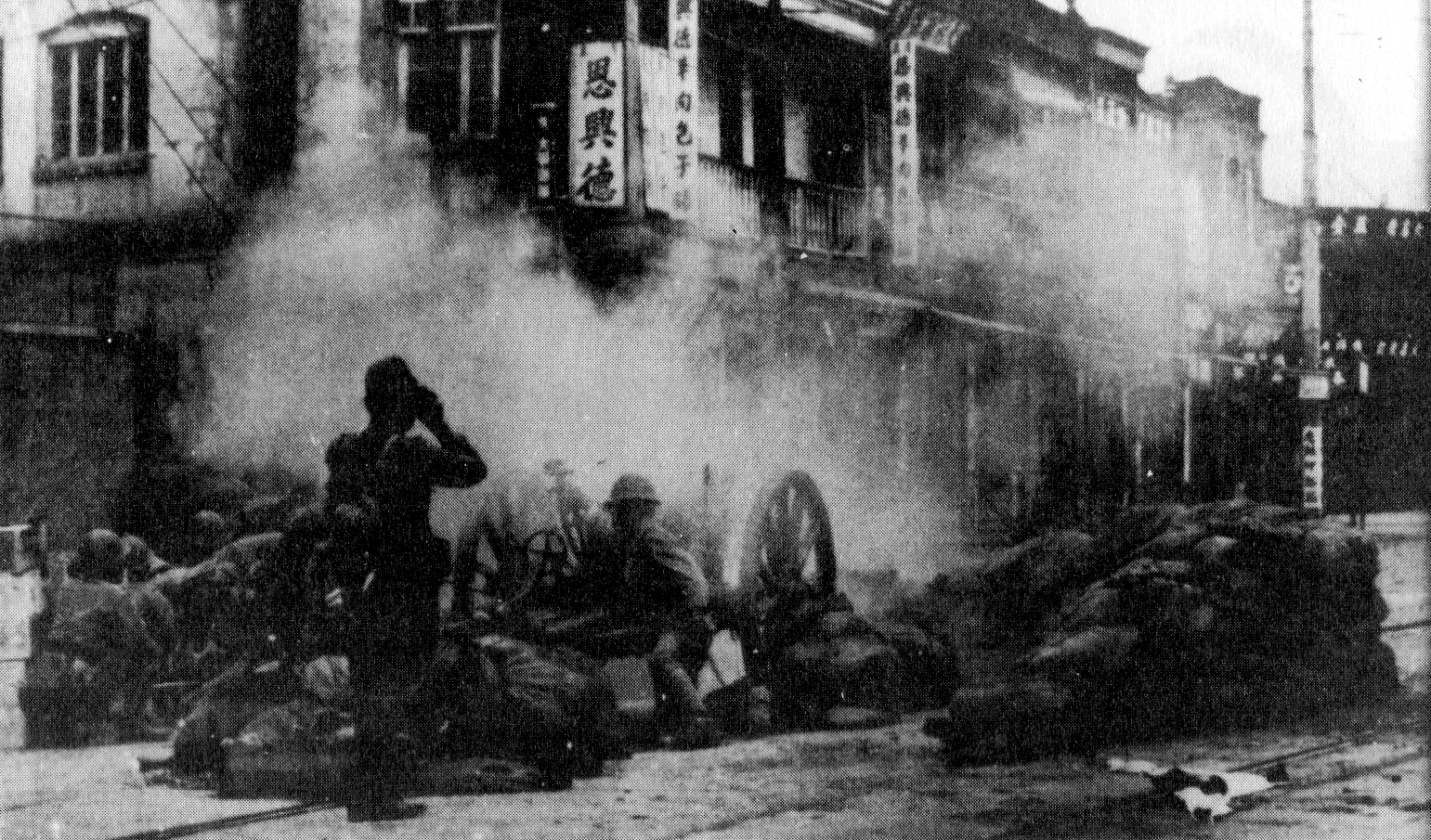
المعارك قبل سقوط تيانجين

### سقوط تيانجين
في هذه الأثناء، على الساحل في فجر 29 تموز، هاجمت الفرقة 5 من الجيش الإمبراطوري والقوات البحرية اليابانية بشكل منفصل تيانجين والميناء في تانجو، والتي كانت تدافع عنها وحدات من الفرقة 38 الصينية والمتطوعين تحت قيادة القائم بأعمال القائد ليو وين تين. دافع لواء الجنرال هوانغ وي كانغ بشجاعة عن حصون تاكو وهاجم أيضًا مطارًا يابانيًا قريبًا، مما أدى إلى تدمير العديد من الطائرات اليابانية. وفي تلك الليلة (30 تموز) أُمر الجنرال تشانغ زيزونغ بالانسحاب نحو ماتشانغ ويانغليوتشينغ جنوب تيانجين، والتخلي عن المدينة وحصون تاكو لليابانيين.

### سقوط بيبينج (بكين)
في 28 تموز، أمر شيانغ كاي شيك سونغ زهيوان بالتراجع إلى باودينغ في مقاطعة خيبي الجنوبية. على مدار اليومين التاليين، اندلع قتال عنيف في تيانجين، حيث قاومت القوات الصينية بشدة، ولكن بعد ذلك تراجع الصينيون جنوبًا على طول خطوط سكة حديد تينتسين-بوكو وخط سكة حديد بيبينج-هانكو.
في 4 آب، انسحبت القوات المتبقية للجنرال ليو روجين إلى تشاهار. تم عزل بيبينج من قبل اليابانيين دون مزيد من المقاومة في 8 أب1937. دخل الجنرال ماساكازو كوابي المدينة في 18 آب في عرض عسكري، ونشر إعلانات في نقاط مهمة من المدينة أعلن فيها أنه الحاكم العسكري الجديد للمدينة. سُمح لتشانغ بالاحتفاظ بمنصبه كرئيس للبلدية، لكنه غادر المدينة سراً بعد أسبوع.

## ما بعد المعارك
مع سقوط بيبينج وتيانجين، كان سهل شمال الصين عاجزًا أمام القوات والفرق اليابانية التي احتلته بحلول نهاية العام. كان الجيش الثوري الوطني الصيني في تراجع مستمر حتى معركة تايرزوانج التي شهدت قتالًا مرهقاً وشديداً.
تم تشويه سمعة تشانغ بلا هوادة من قبل الصحافة الصينية، وشتمها له ووصفه بأنه خائن. لدى وصوله إلى نانجينغ اعتذر علنًا. منذ أن مات لاحقًا وهو يقاتل ضد اليابانيين ويقاومهم، أصدر الكومينتانغ بعد وفاته عفواً عن تشانغ عن الأحداث التي وقعت في بيبينغ.